# Trimerotropis
Trimerotropis is een geslacht van rechtvleugeligen uit de familie veldsprinkhanen (Acrididae). De wetenschappelijke naam van dit geslacht is voor het eerst geldig gepubliceerd in 1873 door Stål.

## Soorten
Het geslacht Trimerotropis omvat de volgende soorten:
- Trimerotropis agrestis McNeill, 1900
- Trimerotropis albescens McNeill, 1901
- Trimerotropis andeana Rehn, 1939
- Trimerotropis arenacea Rehn, 1910
- Trimerotropis arizonensis Tinkham, 1947
- Trimerotropis atacamensis Philippi, 1860
- Trimerotropis barnumi Tinkham, 1960
- Trimerotropis bernardi Rentz & Weissman, 1984
- Trimerotropis bifasciata Bruner, 1889
- Trimerotropis californica Bruner, 1889
- Trimerotropis chloris Philippi, 1863
- Trimerotropis cincta Thomas, 1870
- Trimerotropis cyaneipennis Bruner, 1889
- Trimerotropis diversellus Hebard, 1928
- Trimerotropis flavipennis Philippi, 1863
- Trimerotropis fontana Thomas, 1876
- Trimerotropis fratercula McNeill, 1901
- Trimerotropis gracilis Thomas, 1872
- Trimerotropis huasteca Saussure, 1888
- Trimerotropis huroniana Walker, 1902
- Trimerotropis inconspicua Bruner, 1904
- Trimerotropis infantilis Rentz & Weissman, 1984
- Trimerotropis inyo Rentz & Weissman, 1984
- Trimerotropis irrorata Philippi, 1863
- Trimerotropis koebelei Bruner, 1889
- Trimerotropis latifasciata Scudder, 1880
- Trimerotropis lauta Scudder, 1876
- Trimerotropis leucophaea Rentz & Weissman, 1984
- Trimerotropis maritima Harris, 1841
- Trimerotropis melanoptera McNeill, 1901
- Trimerotropis modesta Bruner, 1889
- Trimerotropis monticola Saussure, 1884
- Trimerotropis occidentalis Bruner, 1889
- Trimerotropis occidentiloides Rentz & Weissman, 1981
- Trimerotropis occulens Otte, 1984
- Trimerotropis ochraceipennis Blanchard, 1851
- Trimerotropis pacifica Bruner, 1889
- Trimerotropis pallidipennis Burmeister, 1838
- Trimerotropis pistrinaria Saussure, 1884
- Trimerotropis pseudofasciata Scudder, 1876
- Trimerotropis rufipennis Liebermann, 1943
- Trimerotropis salina McNeill, 1901
- Trimerotropis santabarbara Rentz & Weissman, 1981
- Trimerotropis saxatilis McNeill, 1901
- Trimerotropis schaefferi Caudell, 1904
- Trimerotropis sparsa Thomas, 1875
- Trimerotropis thalassica Bruner, 1889
- Trimerotropis titusi Caudell, 1905
- Trimerotropis tolteca Saussure, 1861
- Trimerotropis topanga Rentz & Weissman, 1981
- Trimerotropis verruculata Kirby, 1837
- Trimerotropis whitei Rentz & Weissman, 1984